# 卡娘乡
卡娘乡，是中华人民共和国四川省甘孜藏族自治州炉霍县下辖的一个乡镇级行政单位。

## 行政区划
卡娘乡下辖以下地区：
吉扎村、卡娘村、杜瓦村、知底村、其马贡村、觉底村、知日村、卡娘降达村和东谷村。